# Atlanta Silverbacks
Atlanta Silverbacks – amerykański klub piłkarski z siedzibą w mieście Atlancie, w Georgia. Obecnie występuje w North American Soccer League.

## Historia
Drużyna została założona w 1995 roku jako Atlanta Ruckus i występowała w A-League. Nazwa drużyny na Silverbacks została zmieniona w roku 1998 po przyjściu nowych właścicieli.
W listopadzie 2009 roku Silverbacks postanowili opuścić USL First Division i wspólnie z innymi klubami (z takimi jak m.in. Carolina RailHawks, Montreal Impact, Vancouver Whitecaps) wdrożyli projekt reaktywacji North American Soccer League.
22 maja 2012 klub wywołał spore kontrowersje, kiedy to jako pierwszy w historii zespół sprzedał prawa do goszczenia meczu U.S. Open Cup (2012).
2 lipca 2012 były gwiazdor Reprezentacji Stanów Zjednoczonych Eric Wynalda zgodził się zostać tymczasowym trenerem Silverbacks, a także dyrektorem sportowym, zastępując na tych stanowiskach Alexa Pineda Chacóna i Rodrigo Ríosa.

## Stadion
Silverbacks domowe mecze rozgrywa na Atlanta Silverbacks Park - pięciotysięcznym stadionie piłkarskim wybudowanym w roku 2006 przez klub. Boisko oprócz drużyny piłkarskiej, wykorzystywany jest przez: amatorskie zespoły piłkarskie, licealne drużyny piłkarskie i 
lacrosse i przez lokalny zespół rugby. Przez lata obiekt z powodów sponsorskich miał wiele nazw, choćby ReMax Greater Atlanta Stadium.
Przed rokiem 2006 Silverbacks swoje mecze rozgrywali na różnych obiektach w okolicy, najczęściej na DeKalb Memorial Stadium w Clarkston.

## Skład

### I drużyna
Stan na 1 kwietnia 2013
| Nr | Poz. | Piłkarz               |
| -- | ---- | --------------------- |
| 1  | BR   | Rubén Luna            |
| 2  | OB   | Mike Randolph         |
| 3  | PO   | Shane Moroney         |
| 4  | OB   | Bobby Reiss           |
| 5  | PO   | Richard Menjivar      |
| 6  | PO   | Beto Navarro          |
| 7  | PO   | Pablo Cruz            |
| 8  | PO   | Milton Blanco         |
| 9  | NA   | Pedro Ferreira-Mendes |
| 10 | NA   | Danny Barrera         |
| 11 | NA   | Jahbari Willis        |
| 12 | PO   | Horace James          |
| 13 | OB   | Willie Hunt           |
| 15 | PO   | Mario Uribe           |

| Nr | Poz. | Piłkarz                             |
| -- | ---- | ----------------------------------- |
| 16 | BR   | Eric Ati                            |
| 17 | NA   | Brad Stisser                        |
| 18 | BR   | Joe Nasco                           |
| 19 | PO   | Borfor Carr                         |
| 20 | PO   | Mark Withers                        |
| 21 | OB   | Mark Bloom                          |
| 23 | PO   | Brandon Manzonelli                  |
| 24 | PO   | Scott Rojo                          |
| 25 | PO   | Lucas Paulini                       |
| 27 | OB   | Martyn Lancaster                    |
| 28 | PO   | Rury Alvarez                        |
| 29 | OB   | Eduardo Liza                        |
| 94 | NA   | Kellen Gulley (wyp. z Chicago Fire) |

### Piłkarze wypożyczeni
| Nr | Poz. | Piłkarz                                     |
| -- | ---- | ------------------------------------------- |
|    | OB   | Chris Klute (wypożyczony do Colorado Rapids |

## Sukcesy
- A-League
  - Wicemistrz (faza play-off) (1): 1995
- USL First Division
  - Wicemistrz (faza play-off) (1): 2007
- Southern Derby
  - Zwycięstwo (4): 2002, 2004, 2005*, 2006